# Columbia (supercomputadora)
Columbia fue una supercomputadora construida por Silicon Graphics (SGI) para la Administración Nacional de Aviación y Espacio (NASA), instalada en 2004 en la instalación de Supercomputación Avanzada de la NASA (NAS) ubicada en Aeródromo de Moffett en California. Nombrado en honor a la tripulación que murió en el desastre del transbordador espacial Columbia, aumentó la capacidad de supercomputación de la NASA diez veces para los programas de ciencia, aeronáutica y exploración de la agencia. 
Las misiones que se ejecutan en Columbia incluyen simulaciones de alta fidelidad del vehículo del transbordador espacial y sistemas de lanzamiento, predicción de trayectoria de huracanes, circulación oceánica global y la física de las detonaciones de supernovas.

## Historia
Columbia debutó como la segunda supercomputadora más poderosa en la lista TOP500 en noviembre de 2004 con una clasificación LINPACK de 51.87 teraflops, o 51.87 billones de cálculos de coma flotante por segundo. En junio de 2007 había bajado al 13.eɽ lugar.
Originalmente estaba compuesto por 20 sistemas interconectados SGI  Altix 3700 de 512 procesadores de múltiples bastidores que ejecutan SUSE Linux Enterprise, utilizando procesadores Intel Itanium 2 Montecito y Montvale. En 2006, la NASA y SGI agregaron cuatro nuevos nodos Altix 4700 que contienen 256 procesadores de doble núcleo, lo que disminuyó la huella física y el costo de energía de la supercomputadora. Los nodos se conectan mediante InfiniBand de velocidad de datos única y doble (SDR y DDR) con velocidades de transferencia de hasta 10 gigabits por segundo. 
La plataforma SGI Altix fue seleccionada debido a una experiencia positiva con Kalpana, un sistema Altix de 512 CPU de un solo nodo construido y operado por la NASA y SGI y nombrado en honor al astronauta de Columbia Kalpana Chawla, la primera mujer nacida en la India que volaba en el espacio. Kalpana se integró más tarde en el sistema de supercomputadora Columbia como el primer nodo de veinte.
En su apogeo, Columbia tenía un total de 10.240 procesadores y 20 terabytes de memoria, 440 terabytes de almacenamiento en línea y 10 petabytes de almacenamiento de cinta de archivo. El equipo del Proyecto Columbia, compuesto principalmente por científicos e ingenieros informáticos de NAS, SGI e Intel, recibió el Premio de la Agencia de Noticias de Computadoras del Gobierno (GCN) a la Innovación en 2005 por desplegar los 10.240 procesadores originales de Columbia en 120 días sin precedentes.
Se fue eliminando lentamente dado que sus sucesores en NAS, la supercomputadora Pleiades de escala de petas y el sistema de memoria compartida Endeavour, se expandieron para satisfacer las crecientes necesidades informáticas de gama alta de la NASA. En el momento de su desmantelamiento en marzo de 2013, Columbia estaba formada por cuatro nodos en más de 40 bastidores SGI Altix 4700, que contenían procesadores Intel Itanium 2 Montecito y Montvale para formar un total de 4.608 núcleos con un pico teórico de 30 teraflops y memoria total de 9 terabytes.